# Michelau im Steigerwald
Pour les articles homonymes, voir Michelau.

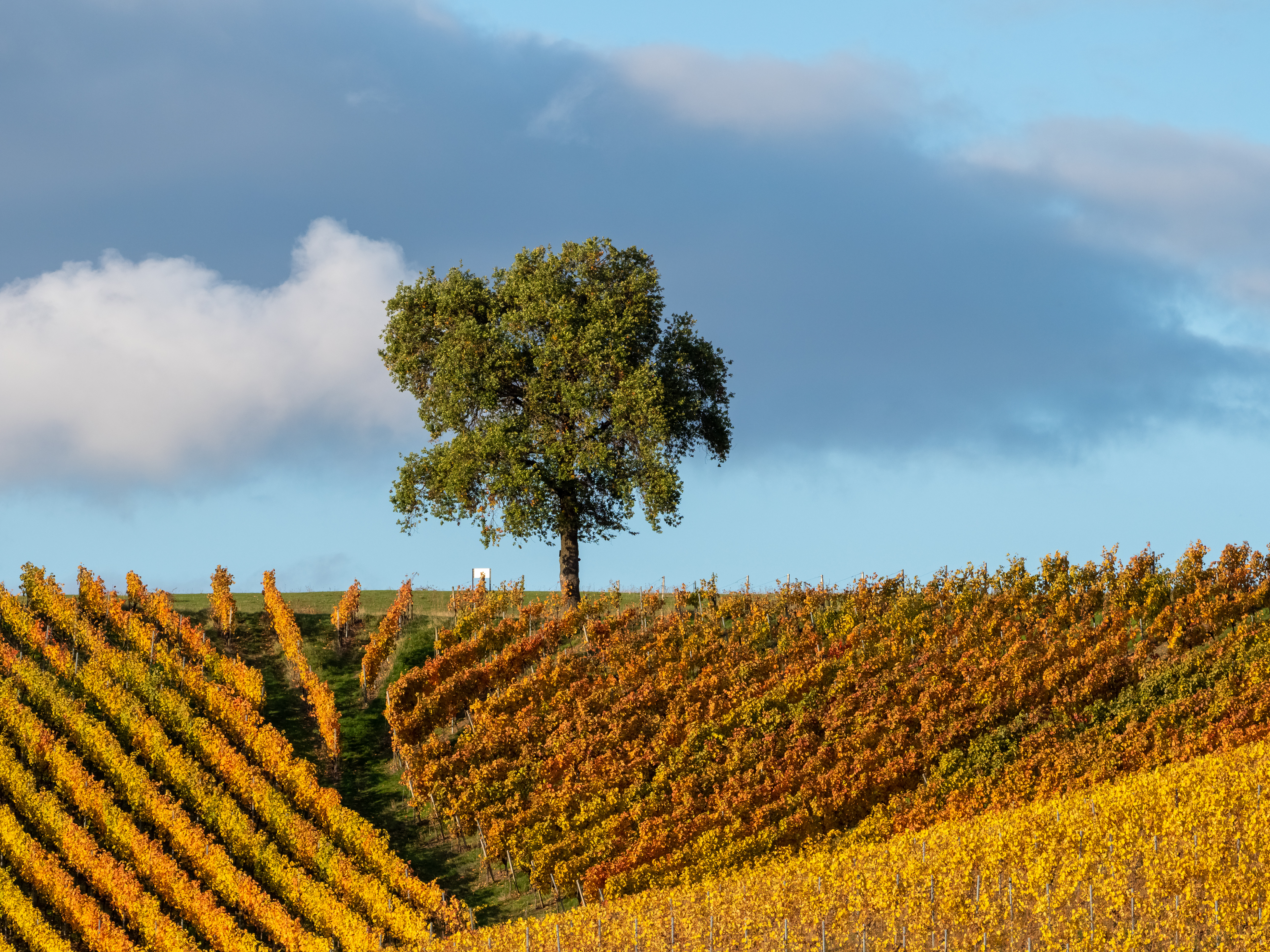
Un arbre dans les vignobles de Michelau. Octobre 2020.

Michelau im Steigerwald est une commune de Bavière (Allemagne), située dans l'arrondissement de Schweinfurt, dans le district de Basse-Franconie.